# Plein D'Amour
Plein D'Amour è un album in studio del gruppo musicale canadese The Guess Who, pubblicato nel 2018.

## Tracce
1. The King – 5:34
2. Across the Line – 4:54
3. People Around Me – 4:08
4. Headline – 4:09
5. Pursuit of No Regret – 4:16
6. Spaces – 4:25
7. Free – 4:21
8. Plein D'Amour – 3:32

## Formazione
- Derek Sharp - voce
- Michael Staertow - chitarra
- Leonard Shaw - tastiera
- Bill Wallace - basso
- Garry Peterson - batteria